# Cyryl II (patriarcha Aleksandrii)
Cyryl II – prawosławny patriarcha Aleksandrii od 1110 r. Data końca jego panowania nie jest znana.